# Pseudopfenderininae
Pseudopfenderininae es una subfamilia de foraminíferos bentónicos de la familia Pfenderinidae, de la superfamilia Pfenderinoidea, del suborden Orbitolinina y del orden Loftusiida. Su rango cronoestratigráfico abarca desde el Hettangiense (Jurásico inferior) hasta el Cretácico inferior.

## Discusión
Clasificaciones previas incluían Pseudopfenderininae en la Superfamilia Ataxophragmioidea, así como en el suborden Textulariina del orden Textulariida o en el orden Lituolida.

## Clasificación
Pseudopfenderininae incluye a los siguientes géneros:
- Pseudopfenderina †
- Siphovalvulina †